# Żabczyn (przystanek kolejowy)
Żabczyn – zlikwidowany przystanek osobowy w Żabczynie, na linii kolejowej nr 414 Gorzów Wielkopolski Zieleniec – Chyrzyno, w województwie lubuskim, w Polsce.